# برج آب واسا
برج آب واسا یک برج آب است که در سال ۱۹۱۵ ساخته شده است. این ساختمان آجری قرمز به سبک هنر نو به عنوان یکی از بناهای دیدنی واسا، فنلاند شناخته می‌شود. این ساختمان ۴۹ متر ارتفاع دارد و مخزن آب آن ۵۲۵ متر مکعب حجم دارد. در طول جنگ جهانی دوم، این برج آب همچنین به عنوان یک پست دیده‌بانی هوایی مورد استفاده قرار می‌گرفت و یک مسلسل برای دفاع ضد هوایی در بالای آن قرار داده شده بود. برج آب واسا قدیمی‌ترین برج آبی است که هنوز در فنلاند مورد استفاده قرار می‌گیرد.
این برج در بهار ۲۰۲۵ تا پایان ۲۰۲۶ به علت بازساری قابل استفاده نیست.